# Пьерпон (Эна)
Пьерпо́н (фр. Pierrepont) — коммуна во Франции, находится в регионе Пикардия. Департамент коммуны — Эна. Входит в состав кантона Марль. Округ коммуны — Лан.
Код INSEE коммуны — 02600.

## Население
Население коммуны на 2010 год составляло 394 человека.
| 1962 | 1968 | 1975 | 1982 | 1990 | 1999 | 2010 |
| ---- | ---- | ---- | ---- | ---- | ---- | ---- |
| 380  | 361  | 368  | 370  | 394  | 379  | 394  |

## Экономика
В 2010 году среди 246 человек трудоспособного возраста (15—64 лет) 184 были экономически активными, 62 — неактивными (показатель активности — 74,8 %, в 1999 году было 70,3 %). Из 184 активных жителей работали 172 человека (98 мужчин и 74 женщины), безработных было 12 (4 мужчины и 8 женщин). Среди 62 неактивных 14 человек были учениками или студентами, 25 — пенсионерами, 23 были неактивными по другим причинам.